# Митне право
Митне право — це комплексна галузь права, яка є системою правових норм різної галузевої належності, що встановлюються (санкціонуються) державою і призначені для регулювання суспільних відносин у зв'язку з переміщенням товарів та транспортних засобів через митний кордон України.

## Місце митного права в системі права
Митне право є комплексною галуззю та складається з норм декількох базових галузей права: адміністративного, фінансового та міжнародного.
Існує декілька підходів до розуміння місця митного права в системі права.
Ось яким чином пояснює важливість пошуку відповіді на питання щодо галузевої належності митного права Шульга М.Г. (Національний юридичний університет ім.Я.Мудрого, м. Харків) у своїй статті 2000 р. під назвою "Поняття митного права". Різноманітність форм і методів здійснення митної справи обумовлює необхідність їх чіткої нормативно-юридичної регламентації. Функціонування митного механізму спирається на широку нормативну базу. Для виділення будь-якої сукупності норм в окрему правову галузь потрібна наявність власного предмета й методів правового регулювання, які ним зумовлені. А оскільки митне право - явище порівняно нове й мало досліджене в правовій науці, виявлення його предмета й методу регулювання є досить складним і одночасно актуальним завданням. Серед юристів відсутня одностайність у питанні про те, чи існує така самостійна галузь, як митне право. Очевидно, що галузева належність митного права має значення не тільки з теоретичної, але й з практичної точки зору. Віднесення правових норм до визначеної галузі права означає, що на них поширюється відповідний галузевий режим (принципи, методи правового регулювання тощо).
Митне право як комплексна галузь права
Таку позицію презентує проф. Приймаченко Д.В. (Університет митної справи та фінансів, м. Дніпро): "Митне право - комплексна галузь права. Мимтним правом називають систему правових норм різної галуз. приналежності, встановлених (санкціонов.) державою, що врегульовує сусп. відносини, пов'язані з формуванням та реалізацією митної політики". Автор уважає, що запропонований ним підхід "ґрунтується на заг.-теор. засадах, прийнятих у юридичній правничій науці; його виникнення та формування спричинене економічними та соціально-політичними умовами розвитку держави". Митне право Приймаченко Д.В. сприймає як важливий елемент національної безпеки, а можливість формувати й реалізовувати власну митну політику та здійснювати митну справу – невід'ємний атрибут економічної складової державного суверенітету. Використання предметного критерію дозволило досліднику виокремити сферу правового регулювання – коло суспільних відносин, що виникають у процесі митної діяльності або щодо переміщення предметів (товарів, транспорт. засобів тощо) через митний кордон України. 
Прихильниками даного підходу є також проф. Кормич Б.А. (Національний університет «Одеська юридична академія»: "Митне право можна визначити як комплексну галузь права, яка складається із різних правових інститутів і правових норм, що регулюють суспільні відносини в галузі державної митної справи"), Мазур А.В. (Університет митної справи та фінансів, м. Дніпро) та ін. 
Митне право як комплексна галузь законодавства
Козирін О.М. обгрунтовує свою точку зору тим, що в митному праві як комплексній галузі законодавства за предметною та цільовою ознакою об'єднується різнорідний правовий матеріал. На його думку, митне право являє собою симбіоз адміністративно-правових та фінансово-правових норм із вкрапленням окремих інститутів з інших галузей права.
Митне право як самостійна галузь права
Саме так митне право позиціонує, зокрема, Мицик В.В. в своїй роботі, присвяченій поняттю, місцю й ролі сучасного митного права та його складових: міжнародного, національного і позитивного митного права країни. У межах даного підходу Корнєва Т. означила митне право як самостійну спеціальну галузь права .
Митне право як інститут адміністративного права
Бахрах Д.М. пояснював свій погляд на митне право як на інститут адміністративного права тим, що "митне право регулює суспільні відносини, безпосередньо пов'язані з державно-управлінською діяльністю в сфері митної справи". На думку вченого-адміністративіста у нормах митного права відстежується адміністративно-правовий метод регулювання; нерівність сторін, можливість застосування адміністративного примусу, характер підстав виникнення правових відносин, їх потенційних учасників, прав і обов'язків сторін. Система митних організацій і установ, вказує автор, - це найтиповіше з адміністративних відомств, яке здійснює адміністративний нагляд, адміністративний примус. Спираючись на приписи законодавства зміст митної діяльності Бахрах Д.М. кваліфікував як різновид адміністративного нагляду ("спеціальний різновид відомчого контролю органів виконавчої влади за дотриманням певних правових норм") , а митні органи - як суб'єктів цього нагляду. Правову основу митної справи, таким чином, формують три частини: 1) норми митного права; 2) загальні норми адміністративного права; 3) норми інших галузей права. Норми другої та третьої груп не входять в інститут митного права й застосовуються у випадках, коли відповідні відносини не врегульовані митними нормами, тобто коли вони потребують спеціального правового регулювання, - закони про увезення й вивезення культурних цінностей, про валютні операції, про державний кордон тощо.  
Митне право як підгалузь адміністративного права
Сандровський К.К., Марков Л.Л. у своїх працях кінця минулого століття визначали митне право як підгалузь адміністративного права.
Митне право як складова публічного права
Митне право як складова публічного права, - таке бачення системи останнього запропонував науковому товариству Ківалов С.В.[джерело?].  

## Система митного права
Систему митного права складають окремі правові інститути. Вони, так само як і митне право в цілому, можуть включати правові норми різної галузевої належності.
До інститутів митного права, зокрема, належать:
- інститут організації митної справи;
- інститут митних платежів;
- інститут митної класифікації товарів;
- інститут митної вартості;
- інститут митних режимів;
- інститут пропуску товарів через митний кордон;
- інститут митного контроля;
- інститут митного оформлення;
- інститут адміністративної відповідальності за порушення митних правил[11].